# Gnosippus franchettii
Gnosippus franchettii är en spindeldjursart som beskrevs av Lodovico di Caporiacco 1937. Gnosippus franchettii ingår i släktet Gnosippus och familjen Daesiidae. Inga underarter finns listade i Catalogue of Life.